# Будревиль
Будреви́ль (фр. Boudreville) — коммуна во Франции, находится в регионе Бургундия. Департамент коммуны — Кот-д’Ор. Входит в состав кантона Монтиньи-сюр-Об. Округ коммуны — Монбар.
Код INSEE коммуны — 21090.

## Население
Население коммуны на 2010 год составляло 60 человек.
| 1962 | 1968 | 1975 | 1982 | 1990 | 1999 | 2010 |
| ---- | ---- | ---- | ---- | ---- | ---- | ---- |
| 118  | 83   | 80   | 86   | 72   | 76   | 60   |

## Экономика
В 2010 году среди 26 человек трудоспособного возраста (15—64 лет) 13 были экономически активными, 13 — неактивными (показатель активности — 50,0 %, в 1999 году было 51,3 %). Из 13 активных жителей работали 10 человек (7 мужчин и 3 женщины), безработных было 3 (2 мужчин и 1 женщина). Среди 13 неактивных 0 человек были учениками или студентами, 6 — пенсионерами, 7 были неактивными по другим причинам.